# منو رها کن
منو رها کن نام اولین آلبوم رسمی مهدی یراحی است که در یکم اردیبهشت ۱۳۹۰ منتشر شد. این آلبوم دارای ۱۰ قطعه است که آهنگ برای تو، کاور یکی از کارهای کاظم الساهر است و ترانه آن را عزیز الرسام گفته‌ است.

## تک‌آهنگ
قطعه «علی مودک (برای تو)» پیش از انتشار آلبوم، به صورت تک‌آهنگ منتشر شده بود.

## آهنگ‌ها
موسیقی همهٔ ترانه‌ها توسط مهدی یراحی (به جز آهنگ علی مودک) ساخته شده‌است.
| منو رها کن | منو رها کن            | منو رها کن                             | منو رها کن  | منو رها کن               | منو رها کن |
| شماره      | نام                   | سراینده                                | آهنگساز     | تنظیم‌کننده               | مدت        |
| ---------- | --------------------- | -------------------------------------- | ----------- | ------------------------ | ---------- |
| ۱.         | «تو بر می‌گردی»        | زهرا عاملی                             |             | سیروان خسروی             | ۰۳:۴۹      |
| ۲.         | «منو رها کن»          | روزبه بمانی                            |             | مهدی یراحی، بهزاد رئیسی  | ۰۳:۲۹      |
| ۳.         | «علی مودک (برای تو)»  | عزیزالرسام (عربی)/زانیار خسروی (فارسی) | کاظم الساهر | سیروان خسروی             | ۰۳:۵۶      |
| ۴.         | «ندارمت»              | روزبه بمانی                            |             | مهرداد احمدزاده          | ۰۳:۱۸      |
| ۵.         | «همیشه عاشقت بودم»    | امیرمسعود میردامادی                    |             | مهدی یراحی               | ۰۳:۳۵      |
| ۶.         | «باور نکن»            | زهرا عاملی                             |             | مهدی یراحی               | ۰۳:۲۳      |
| ۷.         | «حراج»                | روزبه بمانی                            |             | مهدی یراحی               | ۰۴:۲۲      |
| ۸.         | «هوای تو»             | روزبه بمانی                            |             | بهزاد رئیسی              | ۰۲:۴۹      |
| ۹.         | «داری سرباز کی میشی؟» | روزبه بمانی                            |             | فرزاد فتاحی و مهدی یراحی | ۰۲:۳۰      |
| ۱۰.        | «منو رها کن (ریمیکس)» | روزبه بمانی                            |             |                          | ۰۳:۵۵      |
| مجموع مدت: | مجموع مدت:            | مجموع مدت:                             | مجموع مدت:  | مجموع مدت:               | ۳۵:۱۰      |